# 吳賢鍾
吳賢鍾（韓語：오현종），韓國電視劇導演。

## 作品列表

### 電視劇
- 2009年：MBC《千次的吻》
- 2012年：MBC《Dr. JIN》
- 2013年：MBC《七級公務員》
- 2013年：MBC《Medical Top Team》
- 2013年：MBC《Drama Festival－混蛋逃出記》
- 2014年：MBC《改過遷善》
- 2015年：MBC《像你的女兒》
- 2016年：MBC《舉重妖精金福珠》
- 2017年：MBC《Two Cops》
- 2020年：MBC《那個男人的記憶法》
- 2021年：JTBC《只一人》
- 2024年：JTBC《低谷醫生》

### 助理導演作品
- 2009年：MBC《向大地頭球》

## 外部連結
- NAVER （页面存档备份，存于）